# St. Anna (Fürstenau)

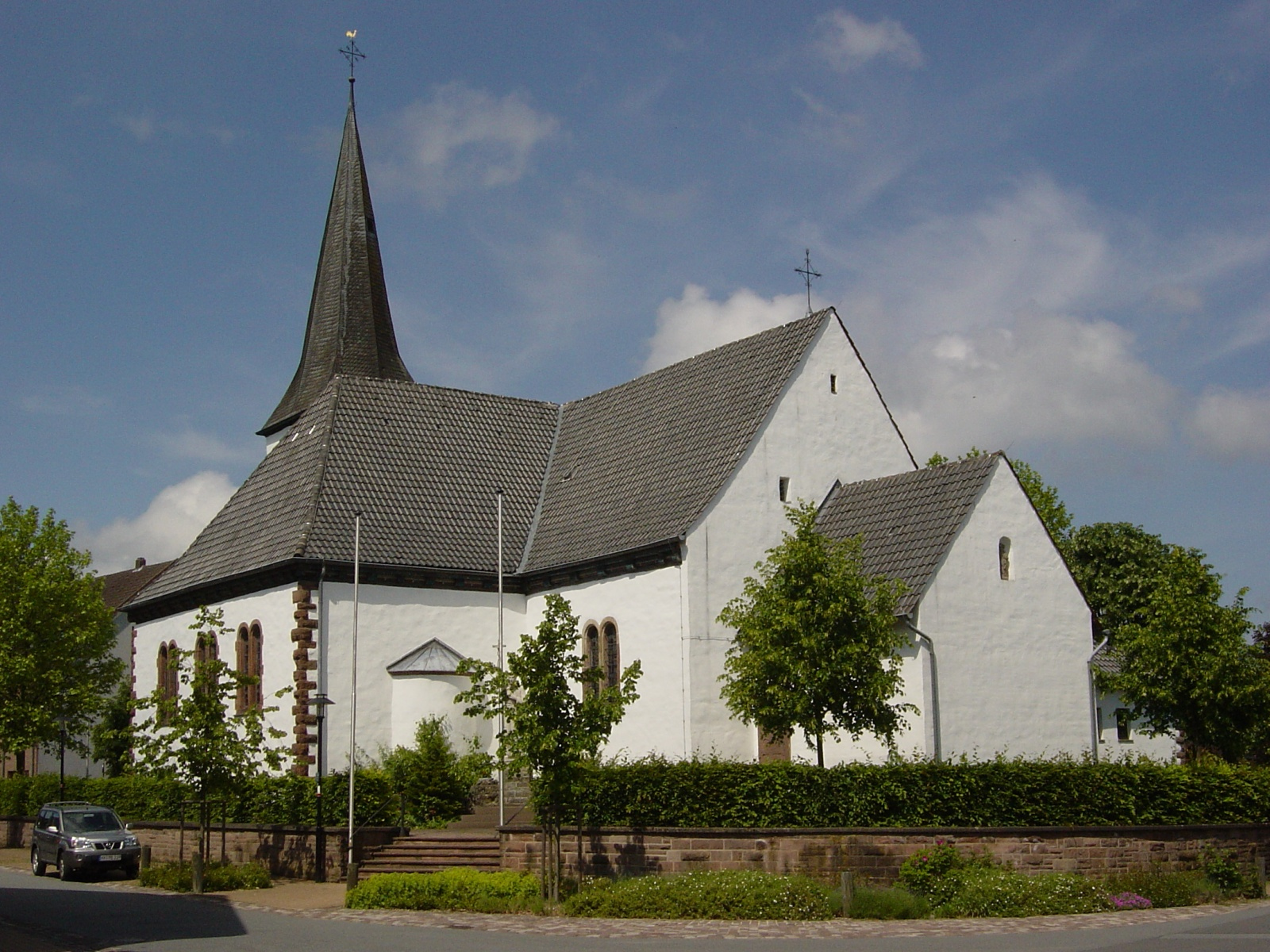
St. Anna

Die römisch-katholische Pfarrkirche St. Anna ist ein denkmalgeschützter Sakralbau in Fürstenau, einem Ortsteil von Höxter im Kreis Höxter in Nordrhein-Westfalen.

## Geschichte und Architektur
Ursprünglich war die Pfarrei eine Filiale von Bödexen. Die ersten Teile des Gebäudes wurden 1519 erbaut. Fertiggestellt wurde die Kirche 1603, was ein Stein über dem ehemaligen Südeingang mit der Inschrift belegt: ANNO 1603 HUIUS SACRAE AEDIS STRUCTURA PERFECTA EST (Im Jahre 1603 wurde der Bau dieses heiligen Hauses vollendet).
Das heutige Langhaus stammt wohl in der Substanz von der Vorgängerkirche. Der Grundstein zum Langhaus von 1560 mit der Inschrift: anno dni MCCCCC – LX (Im Jahre des Herrn 1560) ist in die Turmfassade eingelassen. Konsekriert wurde die Kirche 1608 durch den Münsteraner Weihbischof Nikolaus Arresdorf.
Eine kreuzförmige Erweiterung wurde 1925 vorgenommen.
Der Taufstein aus dem zweiten Viertel des 13. Jahrhunderts hat eine runde Pokalform und als Fuß eine attische Basis. Ein in Eichenholz ausgeführter Deckel wurde ihm 1938 beigefügt.